# おっさんずラブ オリジナル・サウンドトラック
『おっさんずラブ オリジナル・サウンドトラック』は、2018年8月22日に発売された同名テレビドラマのサウンドトラックCD（劇伴）。音楽担当は河野伸。発売元はバップ。規格品番はVPCD-86209。

## 解説
2016年暮れに特別テレビドラマとして一話完結で放送されたのち、2018年4月から6月にかけて連続テレビドラマとして土曜ナイトドラマ枠で初放送されたテレビ朝日系深夜ドラマ『おっさんずラブ』の2018年版の劇伴を収めたサウンドトラックCDである。CDパッケージは田中圭・林遣都・吉田鋼太郎（50音順）が内側で被写体となった三面紙ジャケット仕様。別に内田理央・大塚寧々・眞島秀和が被写体となった三つ折りのスタッフクレジットシートと、番組プロデューサー・貴島彩理、選曲・岩下康洋、音楽家・河野伸の鼎談を文字に起こしたライナーノーツが付属している。なお、CD帯背表紙に記載のタイトルは『土曜ナイトドラマ おっさんずラブ オリジナル・サウンドトラック』である。
収録曲のうち、30曲目に収録された「そして上海へ!」のみ、2018年の連続テレビドラマ内で使用されていないと明かされている。
スキマスイッチが歌う2018年版の主題歌「Revival」がテレビサイズのショート・バージョンで収録された。本主題歌と本楽曲のインストゥルメンタル（ピアノ・バージョン）のみ、河野伸作曲ではない。
発売当初は外付け特典として、一部の店頭やインターネット・ショップで「武蔵スタンプ マスキングテープ」が付属した。

## 収録曲
1. おっさんずラブ メインテーマ（6分16秒）[1]
2. おお、神様!（2分26秒）
3. STORMY SATURDAY（2分43秒）
4. 居酒屋わんだほう（1分31秒）
5. HARU TAN TAN（1分29秒）
6. おっさんずタンゴ（2分1秒）
7. 乙女、武藏だお♥（1分16秒）
8. 天空不動産 東京第二営業所（2分0秒）
9. Groovy MARO（2分8秒）
10. なになに、どゆこと?（1分43秒）
11. おさななじみ（1分59秒）
12. キラキラ☆デート日和（1分45秒）
13. 探偵、黒澤蝶子（2分30秒）
14. STORMY SATURDAY 〜マーチver.〜（1分8秒）
15. WE ARE THE CHAMPIONS!（2分41秒）
16. 物件ご案内〜♪（2分3秒）
17. 俺のためにケンカするのやめてくださぁぁぁい!（1分49秒）
18. 好きになっちゃいけない人なんていないんじゃないかしら（3分45秒）
19. 冗談ですよと飾りをつけて（2分6秒）
20. おっさんずラブ メインテーマ 〜ピアノver.〜（2分56秒）
21. 30年の夫婦愛（2分19秒）
22. トレンディボーイ、トレンディガール（2分21秒）
23. 疑惑のゆくえ（2分28秒）
24. 第3の男、登場。（2分18秒）
25. 君に打ちあけよう（2分19秒）
26. なんてこった!（1分42秒）
27. マジかっ!（1分7秒）
28. おっさんずラブ メインテーマ 〜オルゴールver.〜（1分57秒）
29. 君に会えてよかった。（2分19秒）
30. そして上海へ!（2分8秒）
31. Revival 〜ピアノver.〜（2分59秒）
  - 作曲: 大橋卓弥、常田真太郎
32. Revival 〜short ver.〜（1分35秒）
  - 作詞・作曲・編曲: 大橋卓弥、常田真太郎
33. 春（1分36秒）